# Øland (Sydslesvig)
 For alternative betydninger, se Øland (flertydig). (Se også artikler, som begynder med Øland)
Øland (tysk: Oland, nordfrisisk: Ualöön) er en hallig (≈uinddiget småø) i Nordfrisland 5 km fra Sydslesvigs vestkyst. Øen er cirka 2,9 kilometer lang og op til 980 meter bred. Øens 30 indbyggere bor samlet på halligens eneste værft med navnet Olandswarft (Ølandsværft). 1941 blev Øland Kommune sammenlagt med Langenæs.
Ølands indtægtskilder var fiskeri og landbrug, indtil udvindingen af salttørv startede i middelalderen. Søfart og hvalfangst skabte senere rigdom, men ophøret af handelssøfarten tvang mange beboere på halligen til at udvandre. Den statslige kystsikring skaffede arbejdspladser tilbage til halligen i det 20. århundrede. I dag er turismen også en vigtig økonomisk faktor.
Halligen har både skole, kirke, menighedshus med bibliotek, kro og et stråtækt fyrtårn. På midten af halligen findes et historisk vandreservoir til kvæg, en såkaldt Fething. Den lille stråtækte kirke er bygget i 1824, som erstatning for to tidligere kirker. Halligen er forbundet med fastlandet via en lille banedæmning (Halligbane Dagebøl–Langenæs). Dæmningen er med til at udvide Ølands østside og dermed udligne det på grund af stormfloderne tabte land på vestsiden.
Øland er omgivet af Nationalpark Schleswig-Holsteinisches Wattenmeer, som er udnævnt til verdensnaturarv af UNESCO.
Om sommeren er der skibsforbindelse fra Slutsil (på tysk Schlüttsiel). Det er også muligt at besøge Øland gennem en ført vadehavsvandring fra Dagebøl (Doogebel, tysk: Dagebüll), eller kontakte en ferielejlighedsudlejer, som har tilladelse til at hente feriegæster via halligbanen.

## Historie
I ældste tid var området landfast, men blev på grund af en stormflod adskilt fra fastlandet. Området hvor den nuværende hallig ligger tilhørte det nordfrisiske Utlande.
Allerede i Kong Valdemars Jordebog blev Øland beskrevet som en ø. Jordebogen beretter endvidere, at Valdemar Sejr fra 1231 havde et jagthus på halligen. Frem til stormfloden i 1634 var halligen forbundet med nabohalligen Langenæs. Også stormfloderne i 1717 og 1825 var ødelæggende. I 1717 stod vandet 2 fod højere end i 1634. Alle huse blev mere eller mindre beskadiget og øens mølle ødelagt. 1825 gik der af 36 boliger 33 under. 1850 var der kun to værfter tilbage: Warft og Pipe. Pipe er for længe siden forladt, så der i nutiden kun er et værft tilbage.
1860 blev Øland med en dæmning forbundet med fastlandet, men hver vinter blev den ødelagt af stormfloder. Først den fra 1925 til 1927 byggede banedæmning til Dagebøl har kunnet holde stand mod stormfloderne. Fladvognsbanen går videre til Langenæs. Undervejs er der vigepladser til modkørende vogne. Udenfor arbejdstiderne må halligboerne benytte banen med deres egne vogne. Det er kun tilladt beboerne at transportere familie og feriegæster. Banen benyttes også til transport af post, når postbåden ikke kan sejle. Tidligere benyttede man sejl-tipvogne, men det var ved ugunstig vind en vanskelig opgave. Stadig i nutiden synges lovsangen "Kapitän Magda" om sejl-tipvogns-kaptajnen Magda Mathiesen. Hendes grav findes på den lille kirkegård på halligen.
Øland var den mindste kommune i Danmark og Slesvig indtil 1864.
1941 blev den indtil da selvstændige Øland Kommune lagt sammen med de to kommuner Nordmarsch (tidligere hallig Nordmarsch) og Langeness (tidligere hallig Langeness og Butwehl) til den nye kommune Langeneß.
- Øland set fra Vadehavet
- Øland fyrtårn
- Ølands havn
- Øland 1895
- M/S Rungholt
- Forbudsskilt for ræve på dæmningen til Øland